# Filipany
Filipany (biał. Філіпаны, Filipany; ros. Филипаны, Filipany) – wieś na Białorusi, w obwodzie grodzieńskim, w rejonie ostrowieckim, w sielsowiecie Gudogaje, przy drodze republikańskiej R48.
Współcześnie w skład wsi wchodzi także dawna kolonia Sokolniki.

## Historia
W XIX i w początkach XX w. zaścianek położony w Rosji, w guberni wileńskiej, w powiecie wileńskim. Po I wojnie światowej pod administracją polską, w Zarządzie Cywilnym Ziem Wschodnich. W latach 1920–1922 w składzie Litwy Środkowej.
Od 11 kwietnia 1922 leżały w Polsce, w województwie wileńskim, w powiecie wileńsko-trockim, w gminie Worniany. Na terenie współczesnej wsi znajdowały się wówczas kolonie Nowe Filipany i Sokolniki. Ponadto istniał zaścianek Stare Filipany, który nie przetrwał do obecnych czasów.
Po II wojnie światowej w granicach Związku Sowieckiego. Od 1991 w niepodległej Białorusi.